# Eberhard von dem Bussche-Ippenburg
Eberhard Friedrich Gustav von dem Bussche-Ippenburg (* 18. April 1851 in Großburgwedel; † April 1937 in Hildesheim) war ein sächsischer Generalmajor.

## Leben
Eberhard entstammte der Linie Ippenburg des Uradelsgeschlechts aus dem Ravensberger Land in Ostwestfalen, Bussche. Er war Sohn des Herr auf Dögingen, Clamor Friedrich Ernst von dem Bussche-Ippenburg (1800–1863) und dessen Ehefrau Charlotte, geb. Michaelis (1822–1901). Eberhard war seit dem 12. Juni 1875 mit Barabara, geb. von Chelius, Tochter des deutschen Chirurgen Franz von Chelius, verheiratet. Aus der Ehe entstanden drei Kinder, nämlich Gabriele (1877–1973), Clamor (* 1880) und Rixa (* 1888). Gabriele war mit dem Pour le Merité-Träger Georg von dem Bussche-Haddenhausen verheiratet.
Eberhard trat am 14. April 1869 in das Schützen-(Füsilier-)Regiment „Prinz Georg“ (Königlich Sächsisches) Nr. 108 der sächsischen Armee ein, wo er am 1. Oktober des Jahres zum Fähnrich ernannt wurde. Am 29. Juli 1870 avancierte er zum Leutnant und nahm mit seinem Verband am Krieg gegen Frankreich teil. Er wurde bei der Schlacht bei Villiers am 2. Dezember 1870 schwerstens verwundet und durchlief in den nachfolgenden Jahren eine typische militärische Laufbahn, wonach er am 23. Juli 1874 zum Oberleutnant befördert wurde. Er stieg am 1. April 1881 zum Hauptmann und Kompaniechef im Regiment auf, wobei er nach unzähligen Jahren in dieser Eigenschaft am 19. April 1891 zum Major aufstieg. Am 27. März 1892 erfolgte seine Versetzung in das 11. Königlich Sächsische Infanterie-Regiment Nr. 139, wobei er schon am 20. September 1894 in das 1. Königlich Sächsische Leib-Grenadier-Regiment Nr. 100 verlegt wurde. Nach weiterer Beförderung zum Oberstleutnant am 19. April 1896 wurde er in das 4. Infanterie-Regiment Nr. 103 versetzt. Am 24. Juni 1898 wurde er zum Oberst und als Nachfolger von Heinrich Moritz Spalteholz zum Regimentskommandeur des Infanterie-Regiment „Kronprinz“ (5. Königlich Sächsisches) Nr. 104 ernannt. Unter Genehmigung seines Abschiedsgesuches wurde er am 17. April 1900 zur Disposition gestellt und der Landwehr überführt. Am 20. April 1906 schied er dann aus dem militärischen Dienst aus. Er lebte dann in Dresden-Blasewitz.
Im Ersten Weltkrieg diente er als Reserve-Lazarett-Direktor in Dresden und erhielt im Oktober 1915 den Charakter eines Generalmajors.